# دانشگاه دوپال
name=depaul
دانشگاه دپاول که برخی آن را دوپال یا دپال هم می‌خوانند (به انگلیسی: DePaul University) تأسیس ۱۸۹۸، یکی از دانشگاه‌های خصوصی ایلینوی بوده و در شیکاگو واقع است.
این دانشگاه در چند جای شهر شیکاگو دارای دانشکده‌های مختلف می‌باشد که برخی از آنها (دانشکده‌های کامپیوتر، بازاریابی، حقوق، اقتصاد و MBA) در مرکز شهر شیکاگو قرار گرفته و از لحاظ موقعیت جغرافیایی در بهترین موقعیت قرار دارند. تمرکز این دانشگاه بیشتر بر روی رشته‌های غیر مهندسی می‌باشد، به عنوان مثال در رشته‌های کاملاً مهندسی و فنی مانند عمران، مکانیک، برق و سایر رشته‌های مشابه دانشجو نمی‌پذیرد.
شهرت این دانشگاه به رشته‌هایی مانند MBA , اقتصاد، بازاریابی، و علی‌الخصوص کامپیوتر می‌باشد که در این رشته‌ها جز بهترین‌های آمریکا محسوب می‌شود. دانشکده کامپیوتر این دانشگاه تحت عنوان college of computing and digital media یا همان CDM می‌باشد که در زمینه‌های تحلیل داده، داده‌کاوی و هوش مصنوعی بسیار فعال بوده و اساتیدی که در زمینه‌های نام برده فعالیت دارند جز بهترین‌ها حتی در دنیا می‌باشند.
این دانشگاه بیش از ۲۵۰۰۰ دانشجو دارد و از بزرگترین دانشگاه‌های شیکاگو محسوب می‌شود.

## پردیس‌ها
دپاول دارای ۵ پردیس می‌باشد که دو تا از بزرگترین پردیس‌های آن که داخل شهر شیکاگو هستند در Lincoln Park و دیگری در مرکز شهر شیکاگو که Loop نامیده می‌شود قرار گرفته است. سه پردیس دیگر در Naperville, Oak Forest و O'Hare (نزدیک فرودگاه اوهیر) قرار دارند.